# Nokia 8210
Le Nokia 8210 est un téléphone mobile produit par la société Nokia.

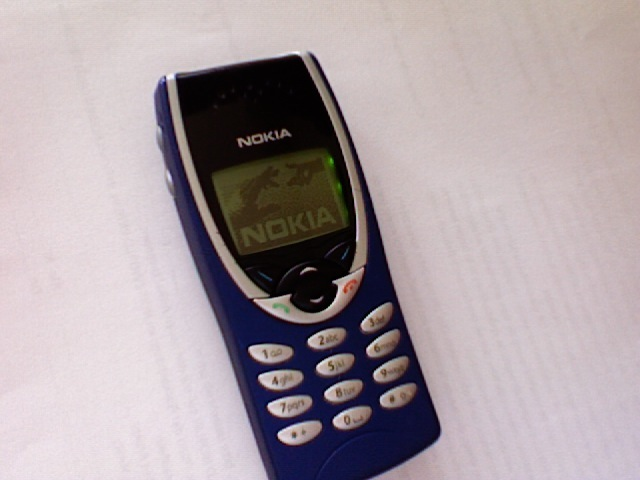
Le Nokia 8210, en livrée bleue

Il était, au moment de sa sortie en 1999, le plus petit et le plus léger téléphone mobile Nokia sur le marché, donc l'argument de vente était basé sur le design et la personnalisation, avec des coques amovibles Xpress-on. Six coques de couleurs différentes étaient disponibles de base auxquelles s’ajoutaient de nombreuses autres coques tierces.
La série des Nokia 8200 souffrait d’un défaut de conception : l’écran perdait progressivement en contraste, finissant par rendre difficile voire impossible la lecture des informations à l’écran.